# Dick Hewitt
Richard Hewitt (25 tháng 5 năm 1943 – 11 tháng 10 năm 2017) là một cầu thủ bóng đá người Anh. Ông từng thi đấu tại Football League cho Barnsley và York City. Ông giành chức vô địch FA Trophy tại Wembley ở Chung kết FA Trophy 1973, và kết thúc sự nghiệp cùng với Scarborough. Sau đó ông trở thành chủ quán rươu trong thị trấn.
Hewitt mất ngày 11 tháng 10 năm 2017 ở tuổi 74.